# Organic Chemistry International
 (novembre 2021).
Si vous disposez d'ouvrages ou d'articles de référence ou si vous connaissez des sites web de qualité traitant du thème abordé ici, merci de compléter l'article en donnant les références utiles à sa vérifiabilité et en les liant à la section « Notes et références ».
Organic Chemistry International (abrégé en Org. Chem. Int.) est une revue scientifique à comité de lecture qui publie des articles en libre accès de recherche dans le domaine de la chimie organique.
Actuellement, un large panel d'experts scientifiques compose la direction de publication.